# Ischiocentra
Ischiocentra – rodzaj chrząszczy z rodziny kózkowatych i podrodziny zgrzypikowych.

## Zasięg występowania
Przedstawiciele tego rodzaju występują w Ameryce Południowej i Północnej od Nikaragui po południową Brazylię.

## Systematyka
Do Ischiocentra należy 9 gatunków:
- Ischiocentra clavata
- Ischiocentra diringshofeni
- Ischiocentra disjuncta
- Ischiocentra hebes
- Ischiocentra insulatus
- Ischiocentra monteverdensis
- Ischiocentra punctata
- Ischiocentra quadrisignata
- Ischiocentra stockwelli